# Zadný Japeň
Zadný Japeň (1064 m) – szczyt Wielkiej Fatry w Karpatach Zachodnich na Słowacji. Znajduje się w długim grzbiecie Japeň, dla którego zwornikiem jest najdalej na zachód wysunięte kopulaste wzniesienie na grzbiecie Veľký Rigeľ. Odchodzący od niego na południe grzbiet Japeň opada na południe (Malá Krížna), następnie skręca na południowy wschód i poprzez szczyt Japeň biegnie do szczytu Zadný Japeň.
Zadný Japeň jest prawie całkowicie porośnięty lasem. Tylko na płaskim grzbiecie łączącym go z Japeňem znajduje się wąski trawiasty pas, a na stokach południowo-zachodnich znajduje się duża polana. Stoki południowo-zachodnie opadają do Harmeneckiej doliny (Harmanecká dolina) w miejscowości Dolný Harmanec, północno-zachodnie do Bystrickiej doliny (Bystrická dolina), południowo-wschodnie do Starohorskiej doliny (Starohorská dolina).
Przez Zadný Japeň prowadzi szlak turystyczny.

## Szlaki turystyczne
Staré Hory – Japeň – Zadný Japeň – Dolný Harmanec. Suma podejść 794 m, odległość 9,3 km, czas przejścia 3,50 h, ↓ 3,50 h.